# 上條静光
上條 静光（かみじょう せいこう、1908年（明治41年）5月20日 - 2007年（平成19年）4月24日）は、日本画家。東京に生まれる。本名:上條健吉（かみじょう けんきち）。

## 来歴・人物
東京、日暮里の商家に生まれる。父方の本家は江戸、日本橋の油問屋・桝屋の屋号で商いをする油問屋であった。母は石川県輪島の出身で輪島塗頭領、木下家の長女。健吉が三歳の時に父が亡くなる。1915年（大正4年）第二日暮里尋常小学校入学、1921年(大正10年)卒業し、東京府私立順天中学校入学、在学中より画家を志す。1923年(大正12年)関東大震災、1925年(大正14年)日暮里の大火で生家を焼失する。1926年(昭和元年)川端画学校日本画科に入学。1929年(昭和4年)、21歳で中央美術展覧会に「御行の松 夕色」初入選、この年川端龍子に師事。1930年(昭和5年)川端画学校日本画科卒業。1935年(昭和10年)青龍社第7回展覧会に「湯の宿」初入選、以後青龍社展へ出品を続ける(1935年-1943年)。1944年(昭和19年)3月に応召、八丈島に配属される。終戦後、家族が疎開していた妻の実家、鳥取県倉吉市に一旦落ち着く。
戦後、1949年に青龍社に復帰し1951年(昭和26年)に「一天紅」で社友に、1955年(昭和30年)「朝 保谷竹林」で春展賞を受賞、その年青龍社を退団する(1949年-1955年)。1958年(昭和33年)に新興美術院に参加、常任理事を歴任(1958年-1969年)、1959年(昭和34年)野田九浦率いる煌土社に参加し(1959年-1969年) 他、日本画府展(1956年)、日本表現派展(1958年)、邦画会(1960年-1962年)、異端展(1964年-1968年)、国際墨画展(1964年)、墨の国展(1965年-1966年)等に出品する。1970年(昭和45年)より無所属となる。1957年(昭和32年) 「第1回東京百景展」より1998年(平成10年) 「第38回個展・卒寿展」まで、38回の個展開催を続ける。東京百景展(1957年-1962年)、日本百景展(1963年-1968年)、東海道五十三次展(1969年)、大和路・木曽路展(1970年)、自選展(1977年)、世界百景展(1978年-1982年)、第38回個展・卒寿展(1998年)等。
1958年(昭和33年)、全日本学士会よりアカデミア賞を受け、前全日本学士会名誉会員。1959年(昭和34年)より真美術を主宰、以後、毎年真美術展を開催し、1997年(平成9年)までの長きにわたり、多くの後進の指導に務めた。
上條静光は他人に真似の出来ない多くのシリーズものを手がけ、各地を旅して得た写景をその気息風韻に平仄を合わせたような作風であるが、時代の変貌の中、工場街や、又庶民の生活の様子を描く視点を忘れず、愛情も濃やかな詩情を籠めて描いている。画業70年、生涯画道一筋ではあったが、その前半期は日本初の新劇の劇場であった築地小劇場、後に新築地劇団に赤城健の芸名で舞台に立ち(1930年-1932年)、戦前は花柳流、藤間流の舞踏舞台装置(1933年-1943年)や文楽(吉田文五郎一座)の舞台装置(1937年-1943年)、又戦後直後に松竹歌劇団の機関誌の美術編集長(1948年-1951年)など、稀有な経験の持ち主で画壇でも珍しい存在であった。　画学生時代は油絵も勉強していたが、長きにわたり日本画家として確立した後、1978年(昭和53年)の世界百景展以降、油絵も制作し発表、油彩、日本画、各々の特質を生かして、その味わいの原点をも観る者に知らしめる練達の技は作家の独壇場で、独自の画境を展開させた。

## 代表作品
- 『東京百景展』1957年(昭和32年)-1962年(昭和37年)
- 『日本百景展』1963年(昭和38年)-1968年(昭和43年)
- 『東海道五十三次展』1969年(昭和44年)
- 『大和路　木曽路展』1970年(昭和45年)
- 『世界百景展』1978年(昭和53年)-1982年(昭和57年)

## 著作
- 『日本遍路』(日本美術、1968年3月 第50号　p44-45)
- 『「日本百景」を完成して』(日本美術、1968年12月第53号 p94-95)
- 『昭和元禄 東海道五十三次』(日本経済新聞、1969年11月18日)